# Ronde van België 2016
De 86e editie van de Ronde van België vond in 2016 plaats van 25 mei tot en met 29 mei. De start was in Beveren, de finish in Tongeren. De ronde maakte deel uit van de UCI Europe Tour 2016, in de categorie 2.HC. De winnaar van 2015 was Greg Van Avermaet.

## Deelnemende ploegen
| WorldTour                   | ProContinentaal             | Continentaal                     |
| --------------------------- | --------------------------- | -------------------------------- |
| Astana Pro Team             | Androni Giocattoli-Sidermec | Cibel-Cebon                      |
| Cannondale Pro Cycling Team | Bora-Argon 18               | Crelan-Vastgoedservice           |
| Etixx-Quick Step            | Cofidis                     | Team 3M                          |
| IAM Cycling                 | Direct Énergie              | Telenet-Fidea                    |
| Lotto Soudal                | Fortuneo-Vital Concept      | Veranda's Willems                |
| Team Giant-Alpecin          | Roompot-Oranje Peloton      | Wallonie Bruxelles-Group Protect |
| Team Katjoesja              | Topsport Vlaanderen-Baloise |                                  |
| Trek-Segafredo              | Wanty-Groupe Gobert         |                                  |

## Etappe-overzicht
| etappe  | datum  | start        | finish       | type       | afstand  | winnaar           | klassementsleider |
| ------- | ------ | ------------ | ------------ | ---------- | -------- | ----------------- | ----------------- |
| Proloog | 25 mei | Beveren      | Beveren      | Proloog    | 6 km     | Wout van Aert     | Wout van Aert     |
| 1e      | 26 mei | Buggenhout   | Knokke-Heist | Vlakke rit | 174,5 km | Edward Theuns     | Wout van Aert     |
| 2e      | 27 mei | Knokke-Heist | Herzele      | Heuvelrit  | 200,9 km | Dries Devenyns    | Dries Devenyns    |
| 3e      | 28 mei | Verviers     | Verviers     | Heuvelrit  | 203 km   | Etappe stilgelegd | Dries Devenyns    |
| 4e      | 29 mei | Tremelo      | Tongeren     | Heuvelrit  | 174,2 km | Zico Waeytens     | Dries Devenyns    |

## Etappe-uitslagen

### Proloog
| Beveren – Beveren (6 km (Proloog)) |                  |                             |       |
| Plaats                             | Naam             | Ploeg                       | Tijd  |
| Winnaar                            | Wout van Aert    | Crelan-Vastgoedservice      | 6'52" |
| 2                                  | Tony Martin      | Etixx-Quick Step            | + 2"  |
| 3                                  | Reto Hollenstein | IAM Cycling                 | + 4"  |
| 4                                  | Niki Terpstra    | Etixx-Quick Step            | z.t.  |
| 5                                  | Yves Lampaert    | Etixx-Quick Step            | + 5"  |
| 6                                  | Martin Elmiger   | IAM Cycling                 | + 6"  |
| 7                                  | Lars Boom        | Astana Pro Team             | + 7"  |
| 8                                  | David Boucher    | Crelan-Vastgoedservice      | + 10" |
| 9                                  | Gijs Van Hoecke  | Topsport Vlaanderen-Baloise | + 11" |
| 10                                 | Sylvain Chavanel | Direct Énergie              | z.t.  |

| Algemeen klassement |                  |                             |       |
| Plaats              | Naam             | Ploeg                       | Tijd  |
| Rode trui           | Wout van Aert    | Crelan-Vastgoedservice      | 6'52" |
| 2                   | Tony Martin      | Etixx-Quick Step            | + 2"  |
| 3                   | Reto Hollenstein | IAM Cycling                 | + 4"  |
| 4                   | Niki Terpstra    | Etixx-Quick Step            | z.t.  |
| 5                   | Yves Lampaert    | Etixx-Quick Step            | + 5"  |
| 6                   | Martin Elmiger   | IAM Cycling                 | + 6"  |
| 7                   | Lars Boom        | Astana Pro Team             | + 7"  |
| 8                   | David Boucher    | Crelan-Vastgoedservice      | + 10" |
| 9                   | Gijs Van Hoecke  | Topsport Vlaanderen-Baloise | + 11" |
| 10                  | Sylvain Chavanel | Direct Énergie              | z.t.  |

### 1e etappe
| Buggenhout – Knokke-Heist (174,5 km) |                      |                                  |          |
| Plaats                               | Naam                 | Ploeg                            | Tijd     |
| Winnaar                              | Edward Theuns        | Trek-Segafredo                   | 4u14'03" |
| 2                                    | Daniel McLay         | Fortuneo-Vital Concept           | z.t.     |
| 3                                    | Kenny Dehaes         | Wanty-Groupe Gobert              | z.t.     |
| 4                                    | Baptiste Planckaert  | Wallonie Bruxelles-Group Protect | z.t.     |
| 5                                    | Timothy Dupont       | Veranda's Willems                | z.t.     |
| 6                                    | Jonas Van Genechten  | IAM Cycling                      | z.t.     |
| 7                                    | Jonas Ahlstrand      | Cofidis                          | z.t.     |
| 8                                    | Reto Hollenstein     | IAM Cycling                      | z.t.     |
| 9                                    | Francesco Chicchi    | Androni Giocattoli-Sidermec      | z.t.     |
| 10                                   | Pieter Vanspeybrouck | Wallonie Bruxelles-Group Protect | z.t.     |
|                                      |                      |                                  |          |
| 21                                   | Sebastian Langeveld  | Cannondale Pro Cycling Team      | z.t.     |

| Algemeen klassement |                  |                        |          |
| Plaats              | Naam             | Ploeg                  | Tijd     |
| Rode trui           | Wout van Aert    | Crelan-Vastgoedservice | 4u20'55" |
| 2                   | Tony Martin      | Etixx-Quick Step       | + 2"     |
| 3                   | Yves Lampaert    | Etixx-Quick Step       | + 4"     |
| 4                   | Reto Hollenstein | IAM Cycling            | z.t      |
| 5                   | Niki Terpstra    | Etixx-Quick Step       | z.t.     |
| 6                   | Edward Theuns    | Trek-Segafredo         | + 5"     |
| 7                   | Martin Elmiger   | IAM Cycling            | + 6"     |
| 8                   | Lars Boom        | Astana Pro Team        | + 7"     |
| 9                   | David Boucher    | Crelan-Vastgoedservice | + 10"    |
| 10                  | Daniel McLay     | Fortuneo-Vital Concept | z.t.     |

### 2e etappe
| Knokke-Heist – Herzele (200,9 km) |                      |                                  |          |
| Plaats                            | Naam                 | Ploeg                            | Tijd     |
| Winnaar                           | Dries Devenyns       | IAM Cycling                      | 4u32'26" |
| 2                                 | Baptiste Planckaert  | Wallonie Bruxelles-Group Protect | + 1"     |
| 3                                 | Stijn Vandenbergh    | Etixx-Quick Step                 | z.t.     |
| 4                                 | Tiesj Benoot         | Lotto Soudal                     | z.t.     |
| 5                                 | Pieter Vanspeybrouck | Topsport Vlaanderen-Baloise      | z.t.     |
| 6                                 | Sergej Tsjernetski   | Team Katjoesja                   | z.t.     |
| 7                                 | Enrico Gasparotto    | Wanty-Groupe Gobert              | z.t.     |
| 8                                 | Reto Hollenstein     | IAM Cycling                      | z.t.     |
| 9                                 | Floris De Tier       | Topsport Vlaanderen-Baloise      | z.t.     |
| 10                                | Edward Theuns        | Trek-Segafredo                   | + 40"    |
|                                   |                      |                                  |          |
| 21                                | Jesper Asselman      | Roompot-Oranje Peloton           | z.t.     |

| Algemeen klassement |                      |                                  |         |
| Plaats              | Naam                 | Ploeg                            | Tijd    |
| Rode trui           | Dries Devenyns       | IAM Cycling                      | 8u53'22 |
| 2                   | Reto Hollenstein     | IAM Cycling                      | + 4"    |
| 3                   | Stijn Vandenbergh    | Etixx-Quick Step                 | + 7"    |
| 4                   | Sergej Tsjernetski   | Team Katjoesja                   | + 16"   |
| 5                   | Baptiste Planckaert  | Wallonie Bruxelles-Group Protect | + 18"   |
| 6                   | Enrico Gasparotto    | Wanty-Groupe Gobert              | + 20"   |
| 7                   | Tiesj Benoot         | Lotto Soudal                     | + 23"   |
| 8                   | Pieter Vanspeybrouck | Topsport Vlaanderen-Baloise      | z.t.    |
| 9                   | Wout van Aert        | Crelan-Vastgoedservice           | + 39"   |
| 10                  | Yves Lampaert        | Etixx-Quick Step                 | + 43"   |
|                     |                      |                                  |         |
| 11                  | Niki Terpstra        | Etixx-Quick Step                 | z.t.    |

### 3e etappe
De 3e etappe werd stilgelegd nadat twee motors in het peloton waren gevallen. Het grootste slachtoffer was Stig Broeckx. Aangezien dit het zoveelste ongeluk met motors was, besloten de renners, onder leiding van Enrico Gasparotto, niet meer verder te rijden. De organisatie besloot de koninginnenrit daarom maar te annuleren.
| Verviers – Verviers (203 km) |      |       |      |
| Plaats                       | Naam | Ploeg | Tijd |
| Winnaar                      |      |       |      |
| 2                            |      |       |      |
| 3                            |      |       |      |

| Algemeen klassement |      |       |      |
| Plaats              | Naam | Ploeg | Tijd |
| Rode trui           |      |       |      |
| 2                   |      |       |      |
| 3                   |      |       |      |

### 4e etappe
| Tremelo – Tongeren (174,2 km) |                |                        |          |
| Plaats                        | Naam           | Ploeg                  | Tijd     |
| Winnaar                       | Zico Waeytens  | Team Giant-Alpecin     | 3u34'08" |
| 2                             | Daniel McLay   | Fortuneo-Vital Concept | z.t.     |
| 3                             | Timothy Dupont | Veranda's Willems      | z.t.     |

## Eindklassementen
| Plaats    | Naam                 | Ploeg                  | Tijd      |
| --------- | -------------------- | ---------------------- | --------- |
| Rode trui | Dries Devenyns       | IAM Cycling            | 12u27'30" |
| 2         | Reto Hollenstein     | IAM Cycling            | + 4"      |
| 3         | Stijn Vandenbergh    | Etixx-Quick Step       | z.t.      |
| 4         | Sergej Tsjernetski   | Team Katjoesja         | + 16"     |
| 5         | Baptiste Planckaert  | Topsport Vlaanderen-B. | + 18"     |
| 6         | Enrico Gasparotto    | Wanty-Groupe Gobert    | + 20"     |
| 7         | Pieter Vanspeybrouck | Topsport Vlaanderen-B. | + 23"     |
| 8         | Wout Van Aert        | Crelan-Vastgoedservice | + 39"     |
| 9         | Yves Lampaert        | Etixx-Quick Step       | + 43"     |
| 10        | Niki Terpstra        | Etixx-Quick Step       | z.t.      |

| Plaats      | Naam                | Ploeg                  | Punten |
| ----------- | ------------------- | ---------------------- | ------ |
| Blauwe trui | Baptiste Planckaert | Wallonie Bruxelles-GP  | 63     |
| 2           | Daniel McLay        | Fortuneo-Vital Concept | 50     |
| 3           | Edward Theuns       | Trek-Segafredo         | 40     |

| Plaats      | Naam              | Ploeg                       | Punten |
| ----------- | ----------------- | --------------------------- | ------ |
| Groene trui | Amaury Capiot     | Topsport Vlaanderen-Baloise | 48     |
| 2           | Brian van Goethem | Roompot-Oranje Peloton      | 21     |
| 3           | Lawrence Naesen   | Cibel-Cebon                 | 18     |

## Klassementenverloop
| Etappe           | Winnaar          | Algemeen klassement | Puntenklassement    | Strijdlustklassement | Ploegenklassement |
| ---------------- | ---------------- | ------------------- | ------------------- | -------------------- | ----------------- |
| 1                | Wout Van Aert    | Wout Van Aert       | Wout Van Aert       | Niet uitgereikt      | Etixx-Quick Step  |
| 2                | Edward Theuns    | Wout Van Aert       | Edward Theuns       | Ludwig De Winter     | Etixx-Quick Step  |
| 3                | Dries Devenyns   | Dries Devenyns      | Baptiste Planckaert | Amaury Capiot        | IAM               |
| 4                | Geannuleerd      | Dries Devenyns      | Baptiste Planckaert | Amaury Capiot        | IAM               |
| 5                | Zico Waeytens    | Dries Devenyns      | Baptiste Planckaert | Amaury Capiot        | IAM               |
| Eindklassementen | Eindklassementen | Dries Devenyns      | Baptiste Planckaert | Amaury Capiot        | IAM               |

## UCI Europe Tour
In deze Ronde van België zijn punten te verdienen voor de ranking in de UCI Europe Tour 2016. Enkel renners die uitkomen voor een (pro-)continentale ploeg, maken aanspraak om punten te verdienen.
| Positie                      | 1e  | 2e | 3e | 4e | 5e | 6e | 7e | 8e | 9e | 10e | 11e | 12e | 13e | 14e | 15e |
| Eindklassement               | 100 | 70 | 40 | 30 | 25 | 20 | 15 | 10 | 9  | 8   | 7   | 6   | 5   | 4   | 3   |
| Per etappe                   | 20  | 14 | 8  | 7  | 6  | 5  | 4  | 2  |    |     |     |     |     |     |     |
| Drager leiderstrui (per dag) | 10  |    |    |    |    |    |    |    |    |     |     |     |     |     |     |

Mannen:
1908 · 1909 · 1910 · 1911 · 1912 · 1913 · 1914 · 1915-1918 · 1920 · 1921 · 1922 · 1923 · 1924 · 1925 · 1926 · 1927 · 1928 · 1929 · 1930 · 1931 · 1932 · 1933 · 1934 · 1935 · 1936 · 1937 · 1938 · 1939 · 1940-1944 · 1945 · 1946 · 1947 · 1948 · 1949 · 1950 · 1951 · 1952 · 1953 · 1954 · 1955 · 1956 · 1957 · 1958 · 1959 · 1960 · 1961 · 1962 · 1963 · 1964 · 1965 · 1966 · 1967 · 1968 · 1969 · 1970 · 1971 · 1972 · 1973 · 1974 · 1975 · 1976 · 1977 · 1978 · 1979 · 1980 · 1981 · 1982-1983 · 1984 · 1985 · 1986 · 1987 · 1988 · 1989 · 1990 · 1991-2001 · 2002 · 2003 · 2004 · 2005 · 2006 · 2007 · 2008 · 2009 · 2010 · 2011 · 2012 · 2013 · 2014 · 2015 · 2016 · 2017 · 2018 · 2019 · 2020 · 2021 · 2022 · 2023 · 2024
Vrouwen:
2012 ·
2013 · 2014 · 2015 · 2016 · 2017 · 2018 · 2019 · 2020 · 2021 · 2022 · 2023
Etappewedstrijden

 Ster van Bessèges · 
 Ronde van Valencia · 
 La Méditerranéenne · 
 Ronde van de Algarve · 
 Ruta del Sol · 
 Ronde van de Haut-Var · 
 Ronde van de Provence · 
 Driedaagse van West-Vlaanderen · 
 Internationale Wielerweek · 
 Internationaal Wegcriterium · 
 Driedaagse van De Panne-Koksijde · 
 Ronde van de Sarthe · 
 Ronde van Castilië en León · 
 Ronde van Trentino · 
 Ronde van Kroatië · 
 Ronde van Turkije · 
 Ronde van Yorkshire · 
 Ronde van Asturië · 
 Ronde van Azerbeidzjan · 
 Vierdaagse van Duinkerke · 
 Ronde van Madrid · 
 Ronde van Picardië · 
 Ronde van Cova da Beira · 
 Ronde van Noorwegen · 
 World Ports Classic · 
 Ronde van België · 
 Ronde van Estland · 
 Ronde van Luxemburg · 
 Boucles de la Mayenne · 
 Ster ZLM Toer · 
 Ronde van Slovenië · 
 Ronde van Oostenrijk · 
 Sibiu Cycling Tour · 
 Ronde van Rhône Alpes-Valromey · 
 Ronde van Wallonië · 
 Ronde van Denemarken · 
 Ronde van Portugal · 
 Ronde van Burgos · 
 Ronde van Gévaudan Languedoc-Roussillon · 
 Ronde van de Ain · 
 Ronde van Tsjechië · 
 Arctic Race of Norway · 
 Ronde van de Limousin · 
 Ronde van Poitou-Charentes · 
 Tour des Fjords · 
 Ronde van Groot-Brittannië · 
 Ronde van Toscane · 
 Eurométropole Tour
Eendaagse wedstrijden

 Trofeo Felanitx-Ses Salines-Campos-Porreres · 
 Trofeo Pollença-Port de Andratx · 
 Trofeo Serra de Tramuntana · 
 Trofeo Playa de Palma-Palma · 
 GP La Marseillaise · 
 Grote Prijs van de Etruskische Kust · 
 Ronde van Murcia · 
 Clásica de Almería · 
 Trofeo Laigueglia · 
 Omloop Het Nieuwsblad · 
 Classic Sud Ardèche · 
 GP Lugano · 
 Kuurne-Brussel-Kuurne · 
 La Drôme Classic · 
 Le Samyn · 
 Strade Bianche · 
 GP Industria & Artigianato · 
 Ronde van Drenthe · 
 Nokere Koerse · 
 GP Nobili Rubinetterie · 
 Handzame Classic · 
 Classic Loire-Atlantique · 
 Grote Prijs van Cholet-Pays de Loire · 
 Dwars door Vlaanderen · 
 Route Adélie de Vitré · 
 Grote Prijs Miguel Indurain · 
 Volta Limburg Classic · 
 Ronde van La Rioja · 
 Parijs-Camembert · 
 Scheldeprijs · 
 Klasika Primavera · 
 Brabantse Pijl · 
 GP Denain · 
 Ronde van de Finistère · 
 Ronde van de Apennijnen · 
 Tro-Bro Léon · 
 La Roue Tourangelle · 
 Rund um den Finanzplatz Eschborn-Frankfurt · 
 Velothon Wales · 
 Grote Prijs van de Somme · 
 Grote Prijs van Plumelec · 
 Boucles de l'Aulne  · 
 Velothon Berlin · 
 GP Kanton Aargau · 
 Ronde van Keulen · 
 Ronde van Limburg · 
 Velothon Copenhagen · 
 Halle-Ingooigem · 
 GP Cerami · 
 Velothon Stuttgart · 
 Prueba Villafranca de Ordizia · 
 Rad am Ring · 
 Circuito de Getxo · 
 RideLondon Classic · 
 Polynormande · 
 Dwars door het Hageland · 
 Arnhem-Veenendaal Classic · 
 GP Jef Scherens · 
 GP Stad Zottegem · 
 Druivenkoers Overijse · 
 Schaal Sels · 
 Brussels Cycling Classic · 
 GP Fourmies · 
 Velothon Stockholm · 
 Ronde van de Doubs · 
 GP van Wallonië · 
 Coppa Bernocchi · 
 Coppa Agostoni · 
 Kampioenschap van Vlaanderen · 
 Grote Prijs Impanis-Van Petegem · 
 Memorial Marco Pantani · 
 GP van Isbergues · 
 GP Industria & Commercio di Prato · 
 Coppa Sabatini · 
 Ronde van Emilia · 
 Duo Normand · 
 GP Beghelli · 
 Ronde van de Drie Valleien · 
 Milaan-Turijn · 
 Ronde van Piemonte · 
 Ronde van de Vendée · 
 Ronde van het Münsterland · 
 Binche-Chimay-Binche · 
 Parijs-Bourges · 
 Parijs-Tours · 
 Nationale Sluitingsprijs